# Nanolpium rhodesiacum
Nanolpium rhodesiacum es una especie de arácnido del orden Pseudoscorpionida de la familia Olpiidae.

## Distribución geográfica
Se encuentra en Zambia y Zimbabue.